# Saint-Vincent (Haute-Loire)
Saint-Vincent is een gemeente in het Franse departement Haute-Loire (regio Auvergne-Rhône-Alpes). De plaats maakt deel uit van het arrondissement Le Puy-en-Velay. Saint-Vincent telde op 1 januari 2022 1.070 inwoners.

## Geografie
De oppervlakte van Saint-Vincent bedroeg op 1 januari 2022 20,4 vierkante kilometer; de bevolkingsdichtheid was toen 52,5 inwoners per km².

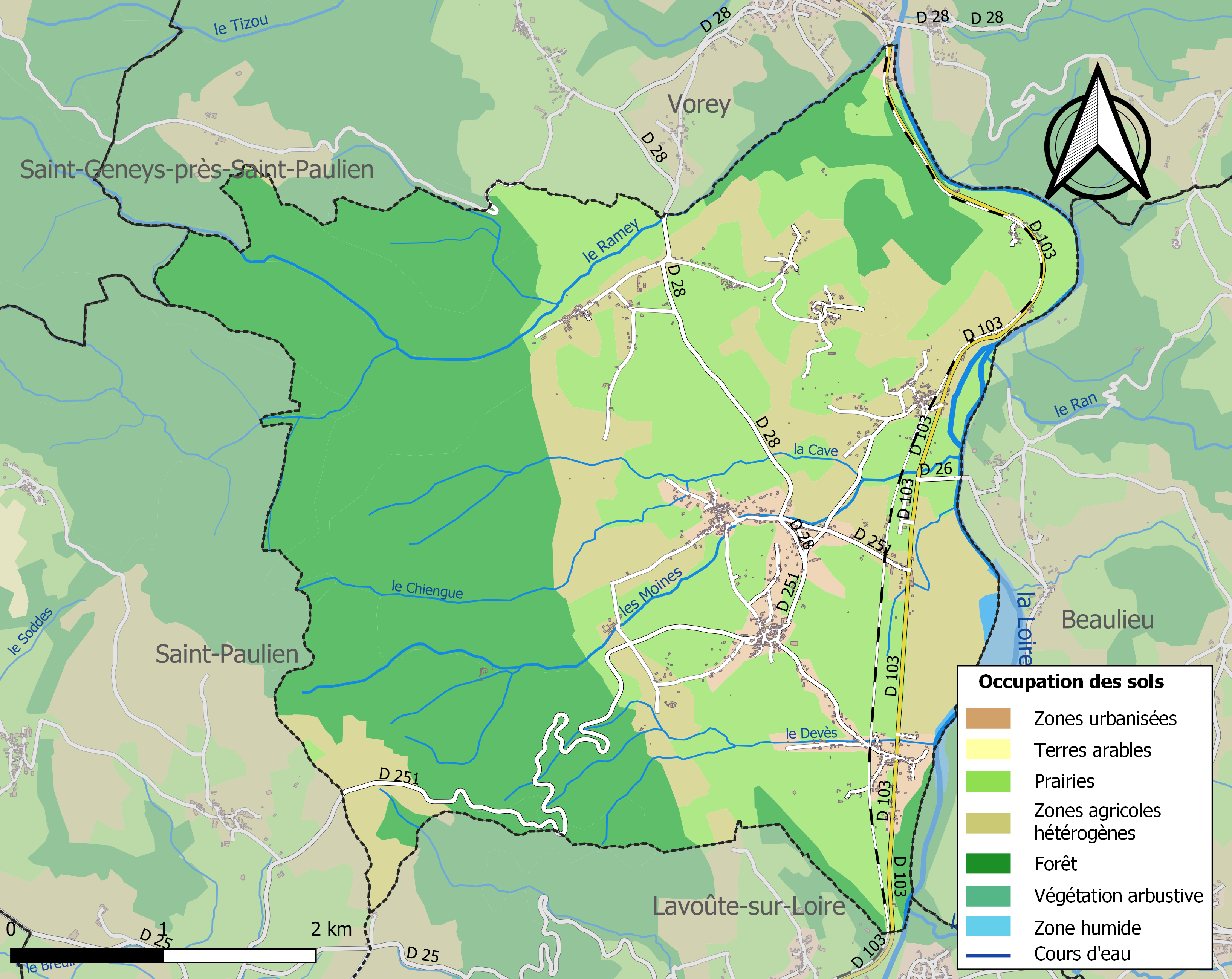
Kaart van de gemeente met de belangrijkste infrastructuur, bodemgebruik en omliggende gemeenten

## Demografie
Onderstaande figuur toont het verloop van het inwonertal (bron: INSEE-tellingen).